# Aethaloida lachrymosa
Aethaloida lachrymosa là một loài bướm đêm trong họ Geometridae.